# Teodors Zaļkalns
Teodors Zaļkalns (ur. 30 listopada 1876 w chutorze Zaļais Kalns w rejonie ryskim, zm. 6 września 1972 w Rydze) – łotewski i radziecki rzeźbiarz, Bohater Pracy Socjalistycznej (1971).
W 1899 ukończył Centralną Szkołę Rysunku Technicznego w Petersburgu, w latach 1899–1901 uczył się w Paryżu pod kierunkiem Auguste Rodina, 1903–1907 mieszkał w Jekaterynburgu, gdzie wykładał rysunek w szkole artystycznej, 1907–1909 we Florencji, a od 1910 w Petersburgu. Rzeźbił w gipsie, terakocie, brązie i granicie. W 1918 wykonał gipsowe popiersie Czernyszewskiego, a w 1919 Louisa A. Blanqui. Od 1920 mieszkał w Rydze, w latach 1944–1958 jako profesor kierował katedrą rzeźby w Akademii Sztuk Pięknych Łotewskiej SRR.

## Odznaczenia
- Medal Sierp i Młot Bohatera Związku Radzieckiego (30 listopada 1971)
- Order Lenina (dwukrotnie – 30 listopada 1966 i 30 listopada 1971)
- Order Czerwonego Sztandaru Pracy (dwukrotnie – 6 grudnia 1946 i 3 stycznia 1956)

I medale.